# Joël Bossis
Pour les articles homonymes, voir Bossis.
Joël Bossis, né le 20 mai 1965 à Saint-André-Treize-Voies, est un footballeur professionnel français en activité de 1984 à 2002 au poste de milieu de terrain ou d'attaquant. Il est le frère de l'international Maxime Bossis.
Il a disputé plus de 500 matchs professionnels, dont 21 dans le championnat de France de D1 au cours de sa carrière. Il devient le meilleur buteur de l'histoire des Chamois niortais, avec 53 buts inscrits entre 1996 et 2002, date à laquelle il met fin à sa carrière de footballeur professionnel, et ce jusqu'au 31 août 2018, date à laquelle Ande Dona Ndoh le dépasse.

## Carrière
Joël Bossis commence sa carrière à La Roche-sur-Yon, en troisième division, alors qu'il n'a que 20 ans, en 1985. Il participe à la montée du club en deuxième division en inscrivant deux buts en 19 rencontres.
En 1989, il rejoint le MUC 72 où il reste pendant quatre saisons, devenant un joueur clé de l'effectif sarthois. Il est alors recruté par le FC Martigues, promu en Division 1 pour la saison 1993-94. Il ne dispute que 21 matchs au cours de cette saison et retourne en D2 l'année suivante, à la Berrichonne de Châteauroux.
En 1996, il rejoint Niort où il restera pendant six saisons, disputant 205 rencontres de championnat avec les Chamois pour 53 buts marqués, devenant ainsi le meilleur buteur de l'histoire du club. Il met un terme à sa carrière professionnelle en 2002.